# Varengeville-sur-Mer
Varengeville-sur-Mer è un comune francese di 1 077 abitanti situato nel dipartimento della Senna Marittima nella regione della Normandia.
I suoi abitanti si chiamano Varengevillais.

## Società

### Evoluzione demografica
Abitanti censiti

## Curiosità
Nel Cimitero marino del comune sono sepolti :
- Georges Braque (1882-1963), pittore e scultore francese
- Albert Roussel (1869-1937), compositore francese
- Georges de Porto-Riche (1849-1930), scrittore e drammaturgo francese
- Paul Nelson (1895-1979), architetto

## Galleria d'immagini

Casa dei doganieri a Varengeville, quadro di Monet